# Isla de Buda
La isla de Buda es una isla marítimo-fluvial situada en el extremo oriental del delta del Ebro, perteneciendo al municipio de San Jaime de Enveija, de la comarca de Montsiá, provincia de Tarragona (España). Con 1000 hectáreas y unos 5 km de longitud es la isla más grande de Cataluña. Situada dentro del parque natural del Delta del Ebro, para acceder se necesita una autorización expresa.
Es de origen aluvial, ya que está formada por los sedimentos que deposita el Ebro justo antes de desembocar en el mar Mediterráneo. Con forma de triángulo invertido con el vértice hacia el sur, la isla está rodeada por los dos brazos del río, el principal (la vertiente de Levante) al norte, que la separa de la isla de San Antonio, y el secundario (la vertiente sur) al oeste; el lado éste, con la playa de Buda, está bañado por el Mediterráneo y culmina en el extremo oriental en el cabo de Tortosa, cerca del que se alza el faro de Buda. 
En su interior se encuentran las lagunas del Cajón Grande o de Arriba, (Calaix Gran o de Dalt) y el (Calaix de Mar o de Baix), que es hábitat de un gran número de especies de aves.

## Vegetación
En cuanto a la laguna y referente a la vegetación sumergida, destacan Potamogeton pectinatus y Ruppia cirrhosa. La vegetación helofítica está formada por cañaverales, espadañales, juncales de Scirpus maritimus, Scirpus littoralis y Juncus maritimus. Hay también bosquetes de eucalipto rojo, así como de tamarindos, entre los que destaca Tamarix boveana, una especie estrictamente protegida en el delta por el decreto 328/1992; y varias comunidades halófilas: salicorniares subarbustivos, salicorniares herbáceos y comunidades de limoniums, a menudo recubiertos de mantos microbianos. Una de las especies más destacables es la sosa de flor (Zygophillum Album), una planta africana extremadamente rara en Europa. Además, en 1998 se describió una nueva especie de Limonium: Limonium Vigo, que únicamente se conoce en el delta del Ebro y en un pequeño punto de la costa de Ametlla de Mar.

## Población humana
Llegó a tener unos 200 habitantes durante la década de 1940, cuando unas cuarenta familias se instalaron para cultivar arroz y construyeron sus casas, una escuela y una capilla. Incluso organizaron fiestas mayores y crearon un equipo de fútbol. Actualmente, aunque se continúa cultivando arroz, en la isla de Buda ya no quedan familias viviendo allí.

## Faro de Buda

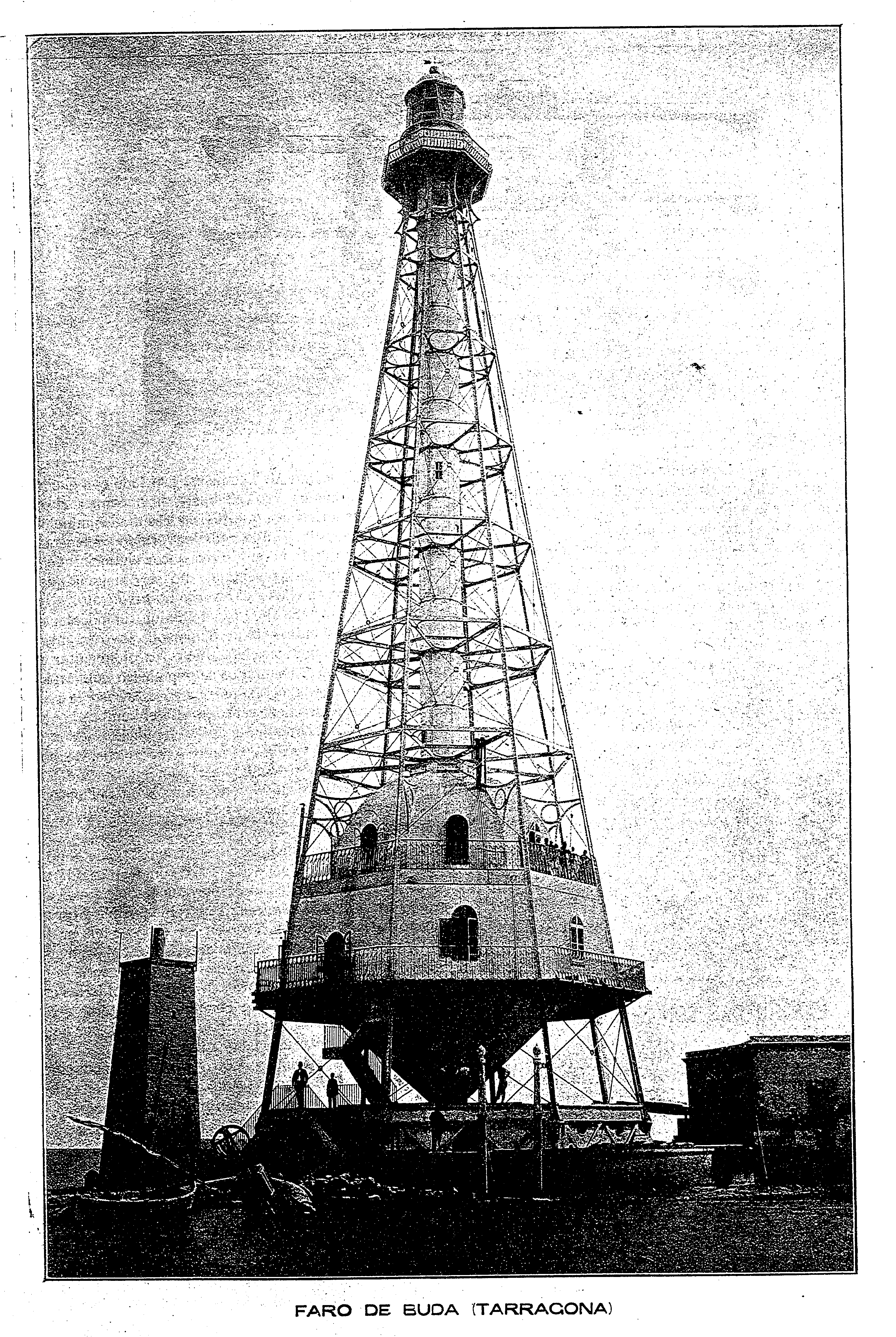
Fotografía aparecida en La Revista de Obras Públicas (1897).

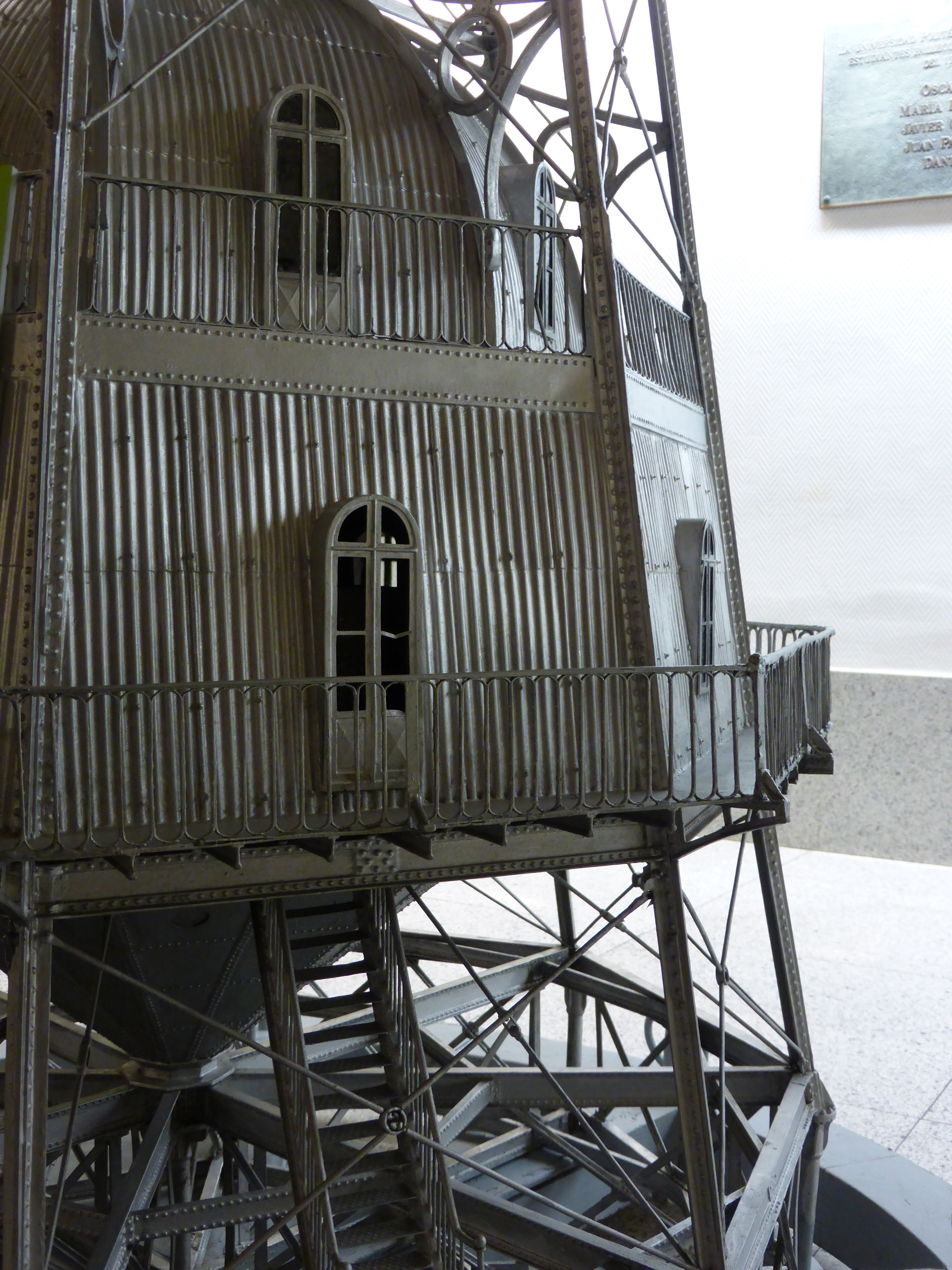
Detalle del antiguo Faro de Buda, según maqueta presentada en la Exposición Universal de París de 1867. La parte baja servía de alojamiento a los fareros o torreros. El faro original se inauguró en 1864.

El antiguo Faro de Buda, del delta del Ebro, fue construido en hierro por John Porter en Birmingham en el año 1864, según diseño del arquitecto e ingeniero español Lucio del Valle. Se mantuvo en pie casi 100 años, hasta que fue destruido por un temporal en 1961. El grandioso faro, que tenía 53 metros de altura, estaba levantado en un banco de arena en un lugar despoblado. El faro de Buda junto con los faros de El Fangar y de La Baña eran parte de un sistema de tres faros construidos sobre pilotes de rosca construidos para alumbrar la desembocadura del Ebro que fueron una solución extremadamente innovadora y original para la época.
Para que la gente pudiese hacerse una idea del aspecto del Faro de Buda, se encargó una maqueta -también en hierro- que lo representase exactamente, aunque con una reducción a su vigésima parte (un 5 % de la altura del faro original). Esta maqueta se construyó en Barcelona y en el verano de 1867 se presentó en la Exposición Universal de París. Dicha maqueta antigua, de 1867, se ha conservado en la Universidad Politécnica de Madrid. En la fotografía vemos un detalle de la parte baja, que servía de alojamiento a los fareros o torreros.